# Chelonoidis nigra ssp. nigra
Geochelone nigra ssp. galapagoensis је гмизавац из реда Testudines и фамилије Testudinidae. 

## Угроженост
Ова врста је изумрла, што значи да нису познати живи примерци.

## Распрострањење
Ареал врсте је био ограничен на једну државу, Еквадор. Била је присутна само на Галапагосу.

## Станиште
Станиште врсте је било копно.